# Bang!
Bang! er en svensk dramafilm fra 1977 instrueret af Jan Troell. Den er baseret på en roman af Sven Christer Swahn.

## Handling
Magnus er skilt og har en affære med en kunstlærer på den skole, hvor han arbejder. Da han tror, hun er gravid, bliver han bekymret, fordi han er forelsket i en anden kvinde.

## Medvirkende (i udvalg)
- Håkan Serner som Magnus Hinder
- Yvonne Lombard som Lena
- Susan Hampshire som Cilla Brown
- Ulf Palme som Johnny
- Agneta Prytz som fru Leonardsson
- Claire Wikholm som kollega